# Cargo pour la Réunion
Cargo pour la Réunion est un film français réalisé par Paul Mesnier, sorti en 1964.

## Fiche technique
- Titre : Cargo pour la Réunion
- Réalisation : Paul Mesnier
- Société de production : Produx
- Pays d'origine :  France
- Format : Son mono
- Genre :  Film d'aventure
- Durée : 95 minutes
- Date de sortie : France, 10 avril 1964

## Distribution
- Jean Sagols
- Christian Duroc
- Liliane Vasseur
- Pierre Caden
- Andrée Servilange

## Production

### Bande originale
Toutes les chansons sont écrites et composées par Camille Sauvage, provenant de l'album Cine - Cocktail (Dansez Avec La Musique Des Bandes Originales Des Films).
| No | Titre                 | Auteur | Durée |
| -- | --------------------- | ------ | ----- |
| 1. | Cargo Pour La Reunion |        | 1:46  |
| 2. | Mysterious Stars      |        | 2:55  |
| 3. | Sega                  |        | 2:00  |
| 4. | G-I. Hully-Gully      |        | 2:30  |
| 5. | Crazy-Rock            |        | 2:05  |